# Wapen van Langbroek

Wapen van Langbroek

Het wapen van Langbroek werd op 16 augustus 1947 bij koninklijk besluit verleend. Per 1996 ging gemeente Langbroek op in de gemeente Wijk bij Duurstede. Het wapen van Langbroek is daardoor definitief komen te vervallen als gemeentewapen.

## Blazoenering
De blazoenering van het wapen luidde als volgt:
Gevierendeeld; I in azuur een gouden adelaar; II golvend gedwarsbalkt van zilver en sabel van 6 stukken; III gedwarsbalkt van zilver en sabel van 6 stukken; IV in zilver een bemmel van keel. Het schild gedekt met een gouden kroon van drie bladeren en twee paarlen.
De heraldische kleuren zijn azuur (blauw), goud (goud of geel), zilver (wit), sabel (zwart) en keel (rood). Het schild wordt gedekt met een gravenkroon.

## Geschiedenis
In 1944 vroeg de gemeente een wapen aan zonder een voorstel. In 1947 kwam de gemeente alsnog met een voorstel, het wapen van heerlijkheid Hardenbroek. Dit werd geweigerd door de Hoge Raad van Adel, omdat te veel nadruk werd gelegd op het historisch klein aandeel van Hardenbroek in de gemeente. Daarop kwam de gemeente met het voorstel om de wapens van de ridderhofsteden Sandenburg, Hinderstein, Weerdestein en Lunenburg op te nemen. Deze vier ridderhofsteden zijn de belangrijkste van de in totaal acht ridderhofsteden in de gemeente. Dit werd met enkele wijzigingen in het ontwerpsvoorstel goedgekeurd door de Hoge Raad van Adel. Het wapen van Sandenburg werd in het eerste kwartier geplaatst omdat het kasteel het best bewaard is gebleven.

## Verwante wapens

Wapen van kasteel Hindersteyn

Abcoude
· Abcoude-Baambrugge
· Abcoude-Proostdij
· Achttienhoven
· Amerongen
· Benschop
· Breukelen
· Breukelen-Nijenrode
· Breukelen-Sint Pieters
· Bunnik
· Cothen
· Darthuizen
· De Vuursche
· Doorn
· Driebergen
· Driebergen-Rijsenburg
· Everdingen
· Haarzuilens
· Hagestein
· Harmelen
· Hoenkoop
· Hoogland
· Houten
· Indijk
· Jaarsveld
· Jutphaas
· Kamerik
· Kockengen
· Langbroek
· Leersum
· Linschoten
· Loenen
· Loenersloot
· Loosdrecht
· Maarn
· Maarssen
· Maarsseveen
· Maartensdijk
· Mijdrecht
· Nigtevecht
· Noord-Polsbroek
· Odijk
· Oudenrijn
· Polsbroek
· Rijsenburg
· Ruwiel
· Schalkwijk
· Snelrewaard
· Sterkenburg
· Stoutenburg
· Tienhoven
· Vianen 
· Vinkeveen
· Vinkeveen en Waverveen
· Vleuten
· Vleuten-De Meern
· Vreeland
· Vreeswijk
· Waarder
· Waverveen
· Werkhoven
· Westbroek
· Willeskop
· Willige Langerak
· Wilnis
· Zegveld
· Zuilen
· Zuid-Polsbroek